# 미즈노 다다키요 (1582년)
미즈노 다다키요(일본어: 水野忠清, 1582년 ~ 1647년)는 에도 시대 전기의 다이묘이다. 고즈케 오바타번주, 미카와 가리야번주, 동국 요시다번주, 시나노 마쓰모토번 초대 번주를 지냈다. 누마즈번 미즈노가 초대 당주. 빈고 후쿠야마번주 미즈노 가쓰나리에게는 이복동생에 해당한다.
도쿠가와 이에야스에게는 씨다른 사촌 동생, 야마가와번주 미즈노 다다모토에게 사촌 동생에 해당한다.
| 전임 (오쿠다이라 노부마사) | 오바타 번 번주 (미즈노가) 1602년 ~ 1615년 | 후임 나가이 나오카쓰 |

| 전임 미즈노 가쓰나리 | 미카와 가리야 번 번주 (미즈노가 다다키요 계) 1616년 ~ 1632년 | 후임 마쓰다이라 다다후사 |

| 전임 마쓰다이라 다다후사 | 미카와 요시다 번 번주 (미즈노가 다다키요 계) 1632년 ~ 1642년 | 후임 미즈노 다다요시 |

| 전임 홋타 마사모리 | 제1대 마쓰모토 번 번주 (미즈노가) 1642년 ~ 1647년 | 후임 미즈노 다다모토 |